# Żabnik (Opole)
Pour l’article homonyme, voir Żabnik (Grande-Pologne).
Żabnik est une localité polonaise du gmina de Biała, située dans le powiat de Prudnik (voïvodie d'Opole).